# Eriospermum ernstii
Eriospermum ernstii är en sparrisväxtart som beskrevs av Pauline Lesley Perry. Eriospermum ernstii ingår i släktet Eriospermum och familjen sparrisväxter. Inga underarter finns listade i Catalogue of Life.